# Classification Dreveton
Pour les articles homonymes, voir Dreveton.
La classification Dreveton est une échelle de classification des tempêtes synoptiques utilisée par Météo-France et comportant douze types bien définis. Elle est basée sur l’analyse systématique de caractéristiques de provenance et d'intensité colligés par les prévisionnistes en contexte opérationnel. C'est une méthode semi-automatisée proposée en 1997 par les prévisionnistes C. Dreveton, B. Benech et S. Jourdain afin de fournir aux compagnies d'assurance des valeurs statistiques météorologiques, pouvant conduire à une évaluation des risques de tempête. Elle est similaire à la classification de Wilhelm Jacob van Bebber mais avec un gros plan sur la France.

## Principe

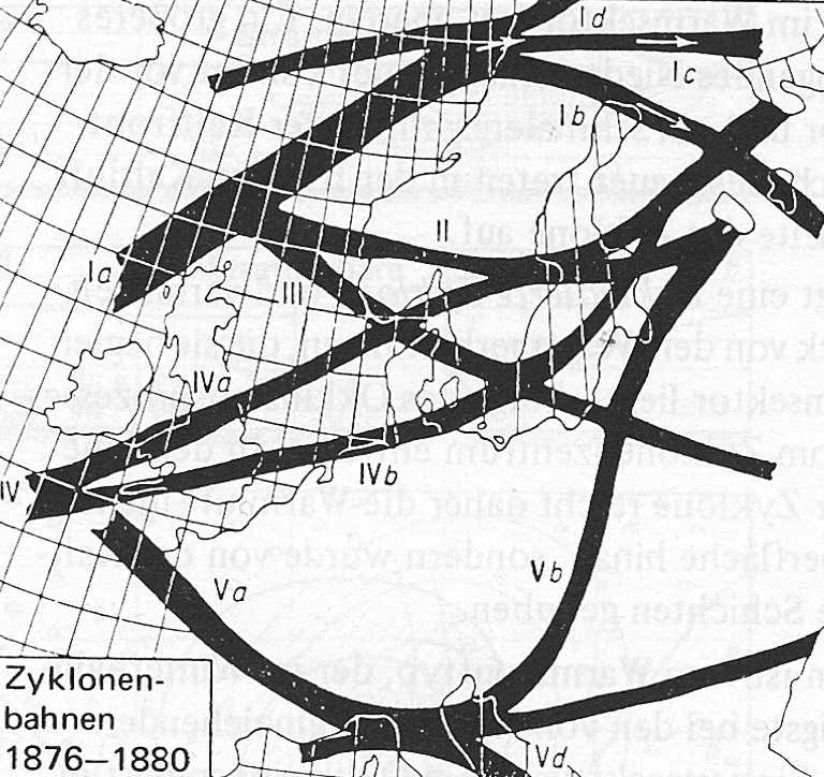
Carte des trajectoires principales des dépressions en Europe établie par Wilhelm Jacob van Bebber.

L'origine, la trajectoire, la durée, la surface touchée et autres caractéristiques d'une dépression météorologique intense vont produire des conséquences très différentes selon l’origine de la dépression atmosphérique associée. Ainsi, les tempêtes provenant de l'Atlantique se déplacent rapidement et affectent un large territoire alors que les évènements sur la mer Méditerranée sont dans une circulation atmosphérique stagnante et persistent plusieurs jours dans la même région.
La méthode Dreveton (du nom d’une de ses auteurs) utilise les caractéristiques des événements de tempêtes de la banque de données sur les tempêtes historiques de Météo-France depuis 1962. Les auteurs ont identifié douze types dans la banque de 524 cas. Ils ont appliqué ensuite une méthode statistique semi-automatisée par arbre de décision qui utilise en intrant des critères objectifs issus de données météorologiques observées au sol, et tient compte de la géographie, pour déterminer le type d'une tempête affectant la France à un moment précis.

## Fonctionnement

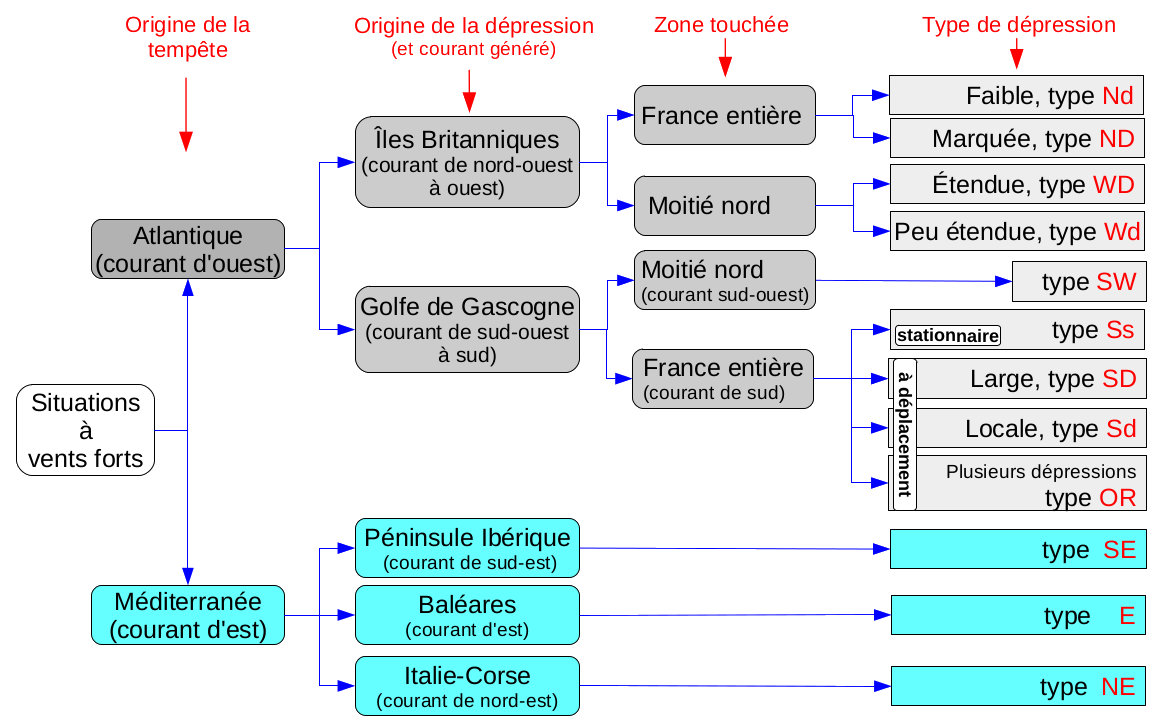
Arbre de décision pour la classification Dreveton.

La méthode utilise deux lettres par classe. La seconde peut être une majuscule ou une minuscule, la minuscule indiquant que le système est une faible dépression, peu étendu, localisé ou stationnaire alors que la majuscule indique un fort système. On détermine d'abord l'origine : tempête venant de l'Atlantique ou de la Méditerranée :
- Dans le premier cas, la tempête est dans un flux rapide d'ouest en altitude et le prévisionniste doit différencier si elle provient du golfe de Gascogne par trajectoire sud à sud-ouest ou des îles Britanniques par trajectoire ouest à nord-ouest ;
- Dans le second cas, la circulation est d'Est et il doit déterminer si le système provient de la péninsule Ibérique (sud-est), des Baléares (est) ou de l'Italie-corse (nord-est).

### Tempêtes atlantiques
- Tempêtes des îles Britanniques affectant la France entière sont classées de type « N » et celle affectant seulement le nord sont de type « W ». Une seconde lettre « D » ou « d » s'ajoute selon l'intensité pour les tempêtes ;
- Tempêtes du golfe de Gascogne sont de type « S ». Une seconde lettre définit si le système affecte la France entière mais est stationnaire « s », à déplacement et intense « D » ou faible « d » ou encore multiples dépressions la code devient « OR ». Par contre si elle affecte seulement le nord du pays la seconde lettre est W ;

### Tempêtes méditerranéennes
Elles sont soit de type « E », « NE » ou « SE » selon leur provenance.

## Répartition
En regroupant les douze types de tempêtes en sept grandes familles privilégiant l'origine géographique, il possible de donner les statistiques à partir de l’étude des 524 situations de 1962 à 1993 :
| Type | N  | W  | S  | SW | NE | E | OR |
| %    | 29 | 18 | 17 | 12 | 11 | 8 | 5  |

Lors d'une étude effectuée pour un groupe d'assureurs et de réassureurs, la classification a été utilisée pour en tirer les paramètres météorologiques expliquant les dommages occasionnés par le vent selon la catégorie. Pour chaque station, du jour précédent l'événement à 2 jours après, la vitesse maximale des rafales, la quantité de précipitations supérieure à un seuil de 35 mm, le nombre d'observations  des vents forts et la direction du vent maximal par rapport à la normale ont servi de critères. Les résultats obtenus sur la  distribution  des paramètres pour  une  station donnée montrèrent des différences importantes en fonction du type de tempête.